# اسخیفن
اسخیفن (به هلندی: Schieven) یک منطقهٔ مسکونی در هلند است که در آسن واقع شده‌است.